# Cratere Amphinomus
Amphinomus è un cratere sulla superficie di Teti.